# Paul Magdalino
Paul Magdalino FBA (n. 10 mai 1948) este un istoric britanic specializat în istoria bizantină. A fost profesor de istorie medievală bizantină la Universitatea Saint Andrews și profesor de istorie bizantină la Universitatea Koç din Istanbul, iar în anul 2002 a devenit membru al Academiei Britanice.
Domeniul său principal de cercetare este istoria bizantină: societatea, cultura și economia lumii bizantine în perioada cuprinsă între secolele al VI-lea și al XIII-lea; orașul Constantinopol; profețiile, gândirea științifică și formarea Ortodoxiei religioase bizantine. El este bine cunoscut pentru monografia sa despre Imperiul Bizantin în timpul domniei împăratului Manuel I Comnen (1143–1180), care a contestat analiza negativă a acelei epoci de către istoricul grec contemporan Niketas Choniates. Magdalino a primit în 1993 Premiul Runciman pentru activitatea sa de cercetare a istoriei bizantine.

## Biografie
Magdalino a urmat studii de istorie la Universitatea Oxford, unde a obținut licența (Bachelor of Arts) în 1970 și doctoratul (Doctor of Philosophy) în 1976. A predat ca lector de istorie medievală la Universitatea Saint Andrews (1977–1999), profesor Bishop Wardlaw de istorie bizantină la Universitatea Saint Andrews (1999–2009) și profesor de istorie la Universitatea Koç din Istanbul (din 2005).
Este membru al Dumbarton Oaks Center for Byzantine Studies, al Andrew W. Mellon Foundation in Early Christian Humanism al Catholic University of America, al Alexander-von-Humboldt Stiftung din Frankfurt și München și al Humanities Research Centre al Universității Naționale Australiene, precum și Directeur d'études invité la École des Hautes Études en Sciences Sociales și Directeur d'études invité la École pratique des Hautes Études, section des sciences religieuses.
A fost profesor invitat de istorie la Universitatea Harvard în anul universitar 1995-1996. În anul 2002 a fost ales membru al Academiei Britanice (British Academy).
Magdalino este membru al mai multor consilii editoriale și comitete de cercetare: al colecției de monografii istorice „The Medieval Mediterranean” de la editura Brill, al colecției „Oxford Studies in Byzantium” de la Oxford University Press, al Committee for the British Academy project on the Prosopography of the Byzantine Empire, al Senior Fellows Committee de la Dumbarton Oaks Center for Byzantine Studies, al editurii La Pomme d'or și al revistei Byzantinische Zeitschrift.
Profesorul Magdalino a vizitat România în cel puțin două rânduri: ca participant la Congresul Societății Române de Bizantinologie, care a avut loc în noiembrie 2017 la București, ocazie cu care a vizitat Mănăstirea Stavropoleos, la invitația bizantinologului român Petre Guran, și ca participant și conferențiar la al XII-lea Congres Internațional de Studii Sud-Est Europene, care a fost organizat în perioada 2-6 septembrie 2019 la București de Institutul de Studii Sud-Est Europene al Academiei Române în parteneriat cu Association Internationale d’Études du Sud-Est Européen (AIESEE).

## Publicații

### Cărți ca autor
- (împreună cu Clive Foss) Rome and Byzantium (Oxford, 1976).
- Tradition and Transformation in Medieval Byzantium (Aldershot, 1991).
- The Empire of Manuel I Komnenos, 1143-1180 (Cambridge, 1993), pp. xxvi+527, câștigătoare a Premiului Runciman în 1993.
- Constantinople médiévale. Études sur l'évolution des structures urbaines, Travaux et Mémoires, Monographies 9 (Paris, 1996), pp. 117; traducere în limba sârbă, Belgrad, 2001.
- The Byzantine Background to the First Crusade, Canadian Institute of Balkan Studies, Toronto, 1996, pp. 38.
- L’orthodoxie des astrologues. La science entre le dogme et la divination à Byzance (VIIe-XIVe siècle), Réalités byzantines 12 (Paris, 2006), pp. 194.
- Studies on the History and Topography of Byzantine Constantinople (Variorum, Ashgate, Aldershot 2007).
- (împreună cu Robert S. Nelson) The Old Testament in Byzantium (Harvard University Press 2010).

### Cărți ca editor
- The Perception of the Past in Twelfth-Century Europe, Londra, 1992, pp. x+240.
- New Constantines: the Rhythm of Imperial Renewal in Byzantine History, 4th-13th Centuries, Aldershot, 1994, pp. x+312.
- (ed. împreună cu D. Ricks) Byzantium and the Modern Greek Identity, Aldershot, 1998, pp. x+187.
- Byzantium in the Year 1000, Leiden, 2003, pp. xx+284.
- (ed. împreună cu Maria Mavroudi) The Occult Sciences in Byzantium, Geneva, 2007, pp. 468.
- The Incineration of New Babylon: The Fire Poem of Konstantinos Stilbes, Geneva, 2015.